# Gunung Ramarayeu
Gunung Ramarayeu är ett berg i Indonesien.   Det ligger i provinsen Aceh, i den västra delen av landet, 1 600 km nordväst om huvudstaden Jakarta. Toppen på Gunung Ramarayeu är 301 meter över havet.
Terrängen runt Gunung Ramarayeu är kuperad åt sydost, men åt nordväst är den bergig. Runt Gunung Ramarayeu är det ganska tätbefolkat, med 60 invånare per kvadratkilometer. I omgivningarna runt Gunung Ramarayeu växer i huvudsak städsegrön lövskog.